# دانييل هوزر
دانييل هوزر هو مصارع رياضي سويسري، ولد في 1930. شارك في men's freestyle welterweight ‏ ضمن الألعاب الأولمبية الصيفية 1952.

## وصلات خارجية
- دانييل هوزر على موقع قاعدة بيانات المصارعة الدولية (الإنجليزية)
- دانييل هوزر على موقع أوليمبيديا (الإنجليزية)